# 博利瓦市 (阿拉瓜州)

博利瓦市（西班牙語：Municipio Bolívar），是委內瑞拉的一個市，位於該國北部阿拉瓜州，首府設於聖馬特奧，面積58平方公里，2007年人口42,295，人口密度為每平方公里730人。